# Jones-Counter

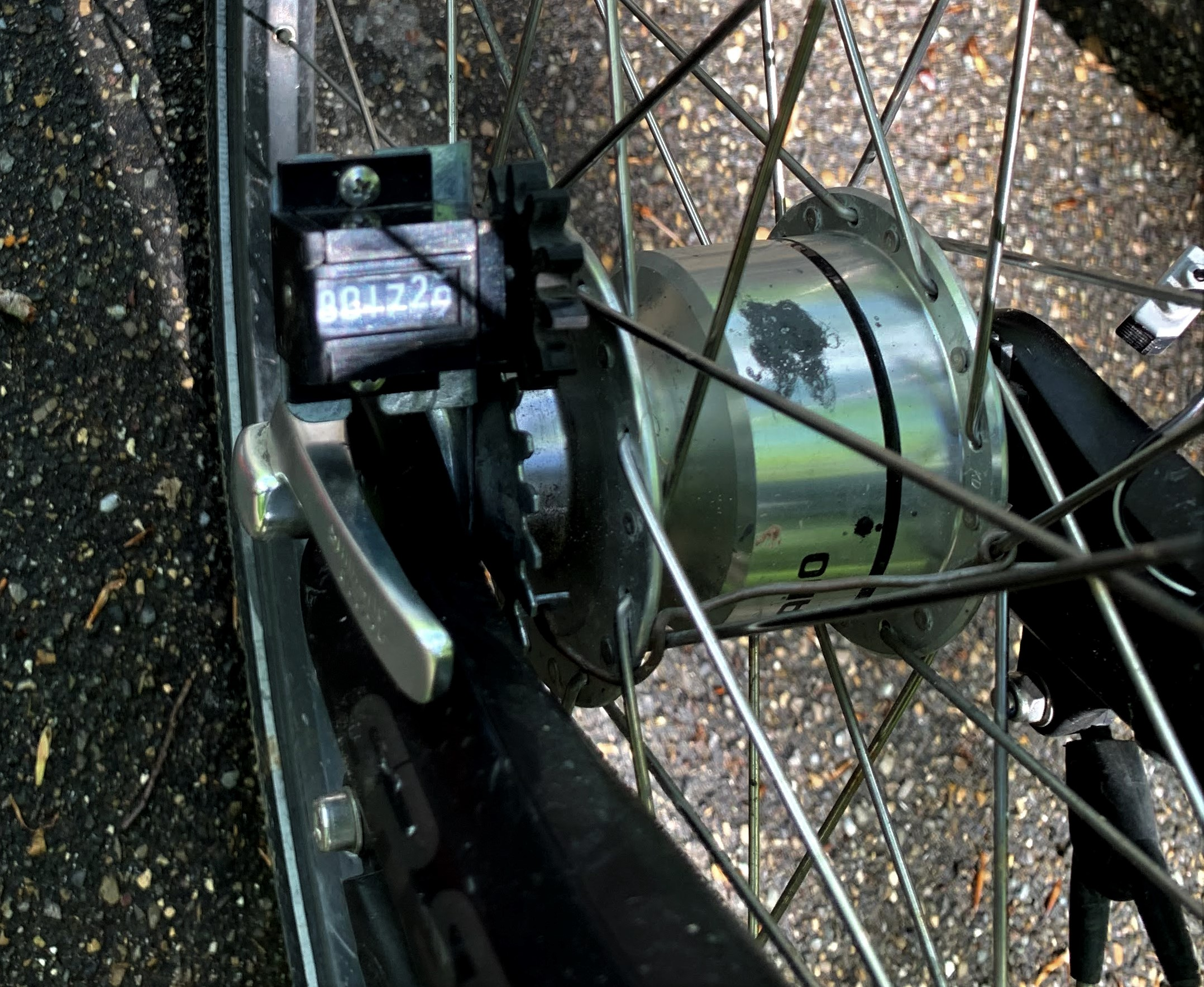
Jones-Counter, 6-stellig – Antrieb über Stirn-Zahnräder am Vorderrad eines Fahrrads

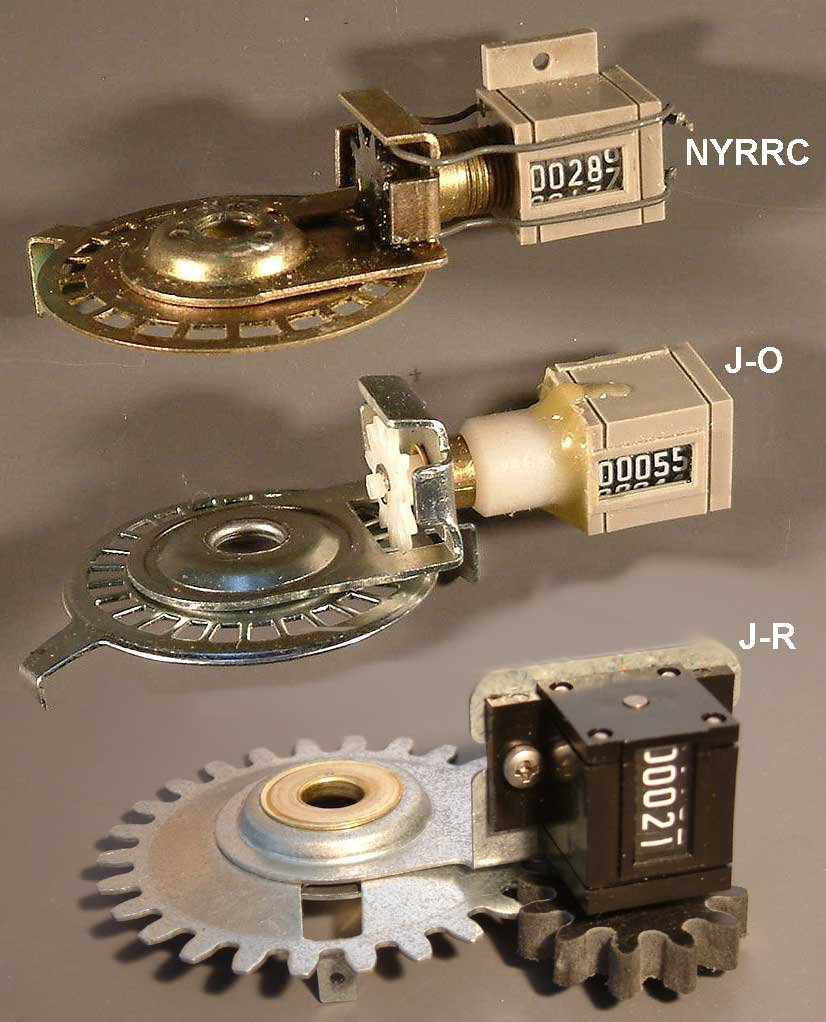
New York Road Runners Counter (NYRRC), mit Sicherungsdraht, ab 1983.
J-O – Jones-Oerth, ebenfalls mit Winkelgetriebe, ab 1990.
J-R – Jones-Riegel, Stirnradgetriebe, vom Fahrer aufrecht ablesbar, ab 2008.
Mitnehmerlasche links bzw. vorne. Abtriebszahnrad Metallblech bzw. Kunststoff

Der Jones-Counter, auch Zyklometer (griech. κύκλος, Zyklo- oder Kyklo- – Kreis, Ring), ist ein Hodometer, also ein Gerät zur Vermessung von Strecken. Es besteht aus einem Zählwerk, das auf der Achse eines Rades montiert wird und die Zahl der Radumdrehungen ermittelt. Es kommt beispielsweise bei Fahrrädern oder bei der Streckenplanung von Straßenläufen zum Einsatz, bei der für die Anerkennung von Rekorden eine Genauigkeit im Promillebereich gefordert wird.

## Anwendung
Hat der Veranstalter eine Strecke festgelegt und sie von den zuständigen Behörden genehmigen lassen, beginnt die Arbeit des Streckenvermessers. Zunächst wird eine mindestens 300 Meter lange Strecke mit einem Stahlband oder mit Elektrooptischer Entfernungsmessung ausgemessen und an dieser durch mehrmaliges Abfahren der Counter kalibriert. Danach wird die Strecke auf ihrer Ideallinie (der Linie, die ein Läufer zum schnellstmöglichen Vorankommen einschlägt) abgefahren und die relevanten Punkte (Kilometer- bzw. Meilen-Marken, Streckenhälfte usw.) markiert. Nach der eigentlichen Streckenmessung erfolgt eine erneute Kalibrierung an der Referenzstrecke, um eventuelle Schwankungen in der Ausdehnung des Radreifens auszugleichen. Auf die so ermittelte Streckenlänge erfolgt nun ein Sicherheitsaufschlag von einem Promille der Gesamtdistanz (bei einem Marathon etwa entspricht dies 42,195 zusätzlichen Metern).

## Geschichte
Der Jones-Counter wurde 1971 von Alan Jones entwickelt, als er die Strecke eines lokalen Straßenlaufs zu vermessen hatte. Die Nachfrage nach den von Jones’ Sohn Clain montierten Geräten stieg bald, und 1976 wurde die Marathonstrecke der Olympischen Spiele in Montreal mit einem Jones-Counter vermessen. Ab 1983 lag der Vertrieb in den Händen des Vereins New York Road Runners (NYRR, Veranstalter des New-York-City-Marathons). 1990 übernahm Paul Oerth die Fertigung des von ihm modifizierten Geräts.
Die Streckenvermessung mit dem Jones-Counter wurde von der Association of International Marathons and Distance Races (AIMS) seit den 1980er-Jahren propagiert und schließlich von der IAAF (seit 2020 World Athletics) als Standardmethode übernommen, um die Rekord- und Bestenlistentauglichkeit von bei Straßenläufen erzielten Zeiten zu bestimmen.